# الهيئة العامة للسلع التموينية
الهيئة العامة للسلع التموينية هي هيئة حكومية مصرية تابعة لوزارة التموين والتجارة الداخلية، أنشأت بقرار رئيس الجمهورية رقم 1189 لسنة 1968 بغرض توفير المواد والسلع التموينية والاستهلاكية التي يحددها وزير التموين سواء بالإنتاج المحلي أو الاستيراد، والتي كانت قد تعرضت لأزمات كبيرة نتيجة حرب 1967، ووصل عدد السلع التي توفرها الهيئة في ذلك الوقت إلى 50 سلعة، وانخفضت في منتصف الثمانينات إلى أربعة سلع أساسية فقط (القمح، السكر، الزيت، الشاي)، وحاليًا تختص الهيئة بتكوين مخزون غذائي حكومي من السلع الاستراتيجية.

## الشركات التابعة
- المصرية القابضة للصوامع والتخزين.[5]
- أتلانتيك باسيفيك للشحن والتجارة.

## وصلات خارجية
- الموقع الرسمي للهيئة.